# Olšovcové z Louky
Olšovec z Louky, Olšovský z Louky je velmi starý rod, který vznikl v Pštině (Pština, dříve Blština, Blščina, slezsky Pszczyna, německy Pleß). Pština je město v jižním Polsku (dříve Země Koruny České) ve Slezském vojvodství (dříve Katovickém vojvodství). V minulosti byla Pština hlavním městem Pštinského panství. První zmínka o městě Pština je z roku 1303, přestože existovalo již dříve. Mezi nejstarší zatím doložené předky tohoto rodu patří z roku 1527 Basczyk Olšovec z Louky. Další zmínky hovoří například o tom, že Adam Olšovec (Olšovský) z Louky prodal svůj majetek ve Pštine roku 1569 urozenému panu Zikmundovi Glaubišovi a že připsal věno své manželce Anně Skydenské ze Skydně. Zřejmě také tomuto Adamovi Olšovci z Louky ze Slezska potvrdil roku 1565 císař Maxmilián starožitnost jeho rodu vladyckého či rytířského. Adam Olšovec z Louky měl syny Jana a Mikuláše Olšovce z Louky. Zatímco Adam Olšovec z Louky zůstává ještě v roce 1566 ve Pštině, jeho syn Mikuláš Olšovec z Louky buduje dominium v roce 1575 na Kryvaldě (Krywałd, západně od Katovic) a v roce 1583 se prostřednictvím biskupa Stanislava Pavlovského neúspěšně uchází o úřad při klášteru sv. Kláry ve Znojmě.
Není bez zajímavosti, že Olšovec je velmi časté slezské a polské označení obce Olszowiec nebo také potomka rodu Olšovský (Olszowski). Dále je zajímavé, že Olšovský (Olszowski) se v polské historii často označoval „modernější formou příjmení“ Olszewski ač se jednalo o stejné příjmení.
Pokud se jedná o příjmení Olšovec, pak by se ho dalo rovněž odvodit z místa příchodu do Pštiny, tedy z Olše (pl. Olsza) nebo z obce Olšovice (pl. Olszowice, gmina Siepraw).
V současnosti není znám znak tohoto rodu a je zde i spekulace, že se jedná o součást rodu Olšovští z Olšovic (nebo Olšova).